# Asperula hirta
Aspérule hérissée
Espèce
Classification APG III (2009)
L'aspérule hérissée (Asperula hirta) est une espèce de plantes herbacées de la famille des Rubiaceae.

## Description
Cette aspérule se rencontre dans les Pyrénées jusqu'à 2 600 m d'altitude. C'est une plante vivace gazonnante, légèrement velue, avec des tiges dressées carrées, grêles, de 6 à 15 cm. Elle a des feuilles verticillées par 6, raides, lancéolées, à une seule nervure.

## Caractéristiques
- Plante endémique des Pyrénées centrales et occidentales.
- Habitat : surtout rochers calcaires subalpins et montagnards.
- Floraison : juillet - août.
- Fleurs roses.